# Miss Elveția
Miss Elveția este un concurs de frumusețe care are loc anual și care la pot participa femei necăsătorite. Câștigătoarea fiind desemnată de un juriu și de publicul care vizionează transmisia TV. 

## Câștigătoare

### Miss Elveția înainte de 1976
| Anul      | Miss Elveția        | Cantonul  |
| --------- | ------------------- | --------- |
| până 1950 | ?                   | ?         |
| 1951      | Jacqueline Genton   | Waadt     |
| 1952      | Sylvia Müller       | ?         |
| 1953      | Danielle Oudinet    | ?         |
| 1954–1960 | ?                   | ?         |
| 1961      | Liliane Burnier     | ?         |
| 1962      | Francine Delouille  | ?         |
| 1963      | Diane Tanner        | ?         |
| 1964      | Sandra Sulzer       | Waadt     |
| 1965      | Yvette Revelly      | ?         |
| 1966      | Hedy Frick          | ?         |
| 1967      | Edith Fraefel       | ?         |
| 1968      | Jeannette Biffiger  | Wallis    |
| 1969      | Liselotte Pauli     | Aargau    |
| 1970      | Diane Jane Roth     | ?         |
| 1971      | Anita Andrini       | Tessin    |
| 1972      | Astrid Vollenweider | Zürich    |
| 1973      | Dunya Wiederkehr    | Zürich    |
| 1974      | Jeannette Keller    | Zürich    |
| 1975      | Beatrice Aschwanden | Solothurn |

### Miss Elveția după 1976
| Anul    | Miss Elveția         | Cantonul   |
| ------- | -------------------- | ---------- |
| 1976    | Isabelle Fischbacher | Vaud       |
| 1977    | Daniela Haeberli     | ?          |
| 1978    | Silvia von Arx       | ?          |
| 1979    | Barbara Mayer        | ?          |
| 1980    | Jeannette Linkenheil | ?          |
| 1981    | Brigitte Voss        | Berna      |
| 1982/83 | Lolita Morena        | Geneva     |
| 1984    | Silvia Affolter      | Zürich     |
| 1985    | Eveline Glanzmann    | Argovia    |
| 1986/87 | Renate Walther       | Lucerna    |
| 1988    | Karina Berger        | Zürich     |
| 1989/90 | Catherine Mesot      | Freiburg   |
| 1991    | Sandra Aegerter      | Argovia    |
| 1992    | Valérie Bovard       | Vaud       |
| 1993    | Patricia Fässler     | Zürich     |
| 1994    | Sarah Briguet        | Wallis     |
| 1995    | Stéphanie Berger     | Zürich     |
| 1996    | Melanie Winiger      | Ticino     |
| 1997    | Tanja Gutmann        | Solothurn  |
| 1998    | Sonia Grandjean      | Zürich     |
| 1999    | Anita Buri           | Turgovia   |
| 2000    | Mahara Mc Kay        | Argovia    |
| 2001    | Jennifer Ann Gerber  | Argovia    |
| 2002    | Nadine Vinzens       | Grisunilor |
| 2003    | Bianca Sissing       | Lucerna    |
| 2004    | Fiona Hefti          | Zürich     |
| 2005    | Lauriane Gilliéron   | Vaud       |
| 2006    | Christa Rigozzi      | Ticino     |
| 2007    | Amanda Ammann        | St. Gallen |
| 2008    | Whitney Toyloy       | Vaud       |
| 2009    | Linda Fäh            | St. Gallen |
| 2010    | Kerstin Cook         | Lucerna    |
| 2011    | Alina Buchschacher   | Berna      |